# Lliga dels Joves Comunistes d'Alemanya

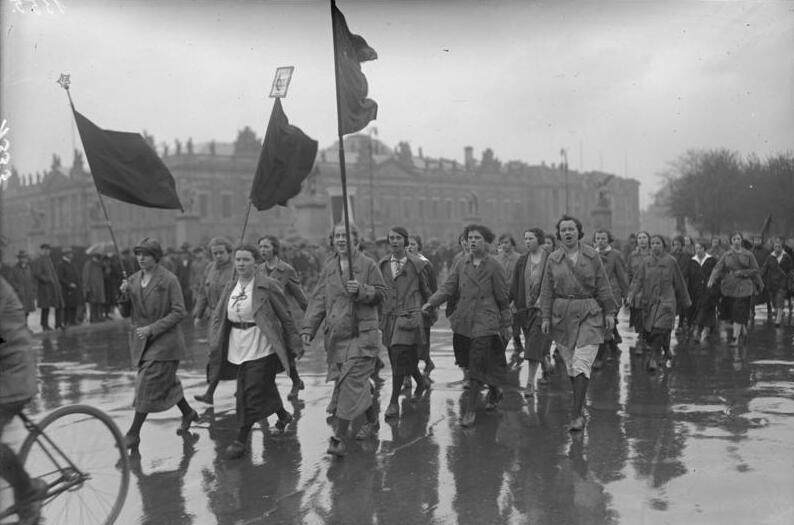
Marxa de la KJVD durant la festivitat del Primer de Maig de 1925, a Berlín.

La Lliga dels Joves Comunistes d'Alemanya (LJCA) (en alemany: Kommunistischer Jugendverband Deutschlands, KJVD) va ser una organització juvenil comunista alemanya.

## Història
Els seus orígens estan en la Freie Sozialistische Jugend del Partit Comunista d'Alemanya (PCA). Encara que la Lliga va assumir la seva organització definitiva el 1925, en realitat el seu antecessor, la Freie Sozialistische Jugend, ja havia estat creada l'octubre de 1918 amb el suport de la Lliga Espartaquista (Spartakusbund). Després que la majoria dels militants del Partit Socialdemòcrata Independent d'Alemanya (PSIA) s'unissin al Partit Comunista d'Alemanya (PCA) l'any 1920, les joventuts del PSIA van seguir el mateix camí i poc després es van unir a les joventuts comunistes, per tal de donar lloc a la formació de la LJCA el 1925.
Les seves activitats van anar des de la venda dels periòdics del partit, pintada d'eslògans, enganxada de cartells, cobrament de quotes, fins a l'organització d'actes d'agitació o la composició de cors musicals que acompanyaven a les manifestacions i altres grans esdeveniments del PCA. Les joventuts comunistes disposaven de la seva pròpia editorial: Die Junge Garde («La jove guàrdia»). La LJCA també va posar en pràctica l'estratègia comunista d'atacar el Partit Socialdemòcrata d'Alemanya com a incitador del «social-feixisme», la qual cosa va comportar un considerable augment en l'hostilitat de l'organització cap als socialdemòcrates. Durant els últims anys de la República de Weimar, va aconseguir arribar al màxim de militància, amb una xifra que oscil·lava entre els 35.000 i 50.000 membres. A més, molts dels que s'unien a les joventuts eren fills de pares comunistes molt fidels del PCA. Les joventuts comunistes i la seva organització matriu, el Partit Comunista d'Alemanya, van arribar a mantenir fortes desavinences polítiques, especialment pel suport dels membres de la LJCA al jove intel·lectual Heinz Neumann, que advocava per un major ús de la violència física contra els seus enemics polítics, incloent-hi els nazis. El futur líder de la República Democràtica Alemanya (RDA), Erich Honecker, va ser membre de la LJCA i el 1931 es va convertir en líder de l'organització a la regió del Sarre.
Després de la presa del poder pels nazis el 1933, la LJCA va ser il·legalitzada, així com el Partit Comunista d'Alemanya, i els seus membres van passar a la clandestinitat. El 1936, la LJCA es va unir amb altres organitzacions juvenils d'esquerra a l'exili per a crear la Joventut Lliure Alemanya (FDJ). L'òrgan central de comunicació de la LJCA va ser Die Arbeit, que es publicava il·legalment.